# Gabriela Büssemaker
Gabriela Büssemaker (* 6. Februar 1956 in Nürnberg) ist eine deutsche Politikerin (FDP) und war von Februar 2012 bis November 2014 Leiterin der Engagement Global gGmbH, die im Auftrag des Bundesministeriums für wirtschaftliche Zusammenarbeit und Entwicklung (BMZ) arbeitet.

## Werdegang
Büssemaker absolvierte 1974 das Abitur an der Deutschen Schule Brüssel und studierte anschließend Romanistik, Philosophie und Betriebswirtschaftslehre, ohne dieses jedoch abzuschließen. 1979/80 absolvierte sie eine Ausbildung zur Anwalts- und Notariatsfachangestellten. Von 1980 bis 1995 war sie als Büroleiterin bei verschiedenen Anwälten und Notaren tätig. 1995 machte sie sich mit einer Veranstaltungsagentur selbständig.

## Politik
Von 1992 bis 1997 war Büssemaker Geschäftsführerin des FDP-Kreisverbands Ludwigshafen am Rhein. 1998 wurde sie zur Beisitzerin im Vorstand der FDP Mannheim und 2001 in den Landesvorstand der FDP Baden-Württemberg gewählt. Von 2002 bis 2003 war sie Vorsitzende des Kreisverbands Mannheim. Bei der Oberbürgermeisterwahl in Ettlingen 2003 kandidierte Büssemaker gegen den Amtsinhaber Josef Offele (CDU) und setzte sich mit 53,4 Prozent der Stimmen durch. 2009 wurde sie stellvertretende Vorsitzende der Vereinigung liberaler Kommunalpolitiker. Bei der Wahl zur Oberbürgermeisterin von Ettlingen 2011 trat Gabriela Büssemaker nicht wieder an.
Büssemakers Berufung zur Geschäftsführerin der Engagement Global gGmbH durch das BMZ ab Februar 2012 wurde im Zusammenhang mit der Personalpolitik des Entwicklungsministers Dirk Niebel kritisiert. Im März 2013 beurteilte der Bundesrechnungshof die Besoldungseinstufung Büssemakers als „deutlich überwertet“ und die Personalpolitik der von ihr geführten gGmbH grundsätzlich als „nicht wirtschaftlich“.
Am 19. November 2014 gab das BMZ per Pressemeldung bekannt, dass der am 31. Januar 2015 auslaufende Vertrag Büssemakers nicht verlängert werde. Als ihr Nachfolger wurde der ehemalige Bundesbeauftragte für den Zivildienst, Jens Kreuter, benannt.